# Ronde van Spanje 1972
De 27e editie van de Ronde van Spanje ging op 27 april 1972 van start in Fuengirola, in het zuiden van Spanje. Na 2097 kilometer en 17 etappes werd op 14 mei in San Sebastian gefinisht. De ronde werd gewonnen door de Spanjaard José Manuel Fuente.

## Eindklassement
José Manuel Fuente werd winnaar van het eindklassement van de Ronde van Spanje van 1972 met een voorsprong van 6 minuten en 43 seconden op Miguel María Lasa. In de top tien eindigden acht Spanjaarden. 
| rang | renner                | land      | ploeg  | tijd       |
| ---- | --------------------- | --------- | ------ | ---------- |
| 1    | José Manuel Fuente    | Spanje    | Kas    | 82u 34'14" |
| 2    | Miguel María Lasa     | Spanje    | Kas    | + 6'34"    |
| 3    | Agustín Tamames       | Spanje    | Werner | + 7'00"    |
| 4    | Gonzalo Aja           | Spanje    | Karpy  | + 8'07"    |
| 5    | José Antonio González | Spanje    | Kas    | + 8'08"    |
| 6    | Domingo Perurena      | Spanje    | Kas    | + 8'23"    |
| 7    | Jesús Manzaneque      | Spanje    | Kas    | + 8'27"    |
| 8    | José Pesarrodona      | Spanje    | Kas    | + 8'38"    |
| 9    | Désiré Letort         | Frankrijk | Bic    | + 8'42"    |
| 10   | Bernard Labourdette   | Frankrijk | Bic    | + 8'54"    |

## Etappe-overzicht
| Etappe  | Datum    | Van - naar                    | Km        | Etappewinnaar                 | Klassementsleider  |
| ------- | -------- | ----------------------------- | --------- | ----------------------------- | ------------------ |
| Proloog | 27 april | Fuengirola                    | 6 (ITT)   | René Pijnen                   | René Pijnen        |
| 1       | 28 april | Fuengirola - Cabra            | 167       | Miguel María Lasa             | Miguel María Lasa  |
| 2       | 29 april | Cabra - Granada               | 206       | Gerard Vianen                 | Miguel María Lasa  |
| 3       | 30 april | Granada - Almería             | 181       | Domingo Perurena              | Domingo Perurena   |
| 4       | 1 mei    | Almería - Dehesa de Campoamor | 251       | Ger Harings                   | Domingo Perurena   |
| 5       | 2 mei    | Dehesa de Campoamor - Gandía  | 183       | Pieter Nassen                 | Domingo Perurena   |
| 6a      | 3 mei    | Gandía - El Saler             | 120       | Roger Kindt                   | Domingo Perurena   |
| 6b      | 3 mei    | El Saler                      | 6,5 (TTT) | Kas                           | Domingo Perurena   |
| 7       | 4 mei    | Valencia - Vinaròs            | 181       | Jos van der Vleuten           | Domingo Perurena   |
| 8       | 5 mei    | Vinaròs - Tarragona           | 189       | Cees Koeken                   | Domingo Perurena   |
| 9a      | 6 mei    | Tarragona - Barcelona         | 118       | Ger Harings                   | Domingo Perurena   |
| 9b      | 6 mei    | Barcelona                     | 10 (ITT)  | Jesús Manzaneque              | Domingo Perurena   |
| 10      | 7 mei    | Barcelona - Bañolas           | 192       | Domingo Perurena              | Domingo Perurena   |
| 11      | 8 mei    | Manresa - Zaragoza            | 259       | Luis Balagué                  | Domingo Perurena   |
| 12      | 9 mei    | Zaragoza - Formigal           | 169       | José Manuel Fuente            | José Manuel Fuente |
| 13      | 10 mei   | Sangüesa - Arrate             | 201       | Agustín Tamames               | José Manuel Fuente |
| 14      | 11 mei   | Éibar - Bilbao                | 145       | Miguel María Lasa             | José Manuel Fuente |
| 15      | 12 mei   | Bilbao - Torrelavega          | 148       | Gerard Vianen                 | José Manuel Fuente |
| 16      | 13 mei   | Torrelavega - Vitoria         | 219       | Agustín Tamames               | José Manuel Fuente |
| 17a     | 14 mei   | Vitoria - San Sebastián       | 138       | Jesús Aranzabal               | José Manuel Fuente |
| 17b     | 14 mei   | San Sebastián                 | 20 (ITT)  | José Antonio González Linares | José Manuel Fuente |